# عارف ملکوف
عارف ملکوف (ترکی آذربایجانی: Arif Məlikov؛ زادهٔ ۱۳ سپتامبر ۱۹۳۳ در باکو، درگذشتهٔ ۹ مهٔ ۲۰۱۹ در باکو) آهنگساز، نقاش، و مدرس موسیقی شهیر آذربایجانی بود.

## زندگی‌نامه
عارف ملکوف ۱۳ سپتامبر سال ۱۹۳۳ در شهر باکوی آذربایجان شوروی به دنیا آمد. او دانش‌آموخته رشته آهنگ‌سازی از مدرسه عالی موسیقی باکو در سال ۱۹۵۸ بود. در سال ۱۹۶۱، هنگامی که اولین باله بزرگش به نام «افسانه عشق» در صحنه تالار مارینسکی در «لنینگراد» (شهر سن پترزبورگ فعلی) به نمایش درآمد، در سرتاسر شوروی محبوبیت یافت، اسم عارف ملکوف نیز زنان‌زد شد. باله یادشده در چندین کشور اروپایی نمایش داده شده و به عنوان یکی از بهترین آثار ساخته شده در اتحاد جماهیر شوروی سابق مورد استقبال قرار گرفت.
باله «افسانه عشق» برگرفته از خسرو و شیرین، منظومه عاشقانه دربارهٔ عشق یک‌جانبه از نظامی گنجوی می‌باشد، که ناظم حکمت، شاعر اهل کشور ترکیه، شهرتی جاویدان بدان بخشیده‌است. او در سال‌های متوالی نیز به آهنگ‌سازی برای باله‌ها ادامه داد، که شامل «دو فرد روی کره زمین» (۱۹۶۷)، «داستان دو قلب» (۱۹۸۱)، پنج سمفونی، هشت شعر سمفونی و غیره… بود. عارف ملکف علاوه بر ساختن موسیقی فیلم برای تعداد کثیری از افلام، می‌توان گفت که با کلیه انواع آهنگسازی آشنایی کامل داشت. عارف ملکوف در پاس فعالیت‌های هنری و فرهنگی‌اش با اخذ جایزه هنرمند مردمی اتحاد جماهیر شوروی، بالاترین مدال افتخار وقت، مورد تحسین مقامات دولت واقع شد. او در سال ۲۰۰۱، به عضویت غیرحضوری آکادمی ملی علوم جمهوری آذربایجان درآمد.
پس از کسب استقلال جمهوری آذربایجان از شوروی در سال ۱۹۹۱، عارف ملکوف ساکن باکو شده و در آکادمی موسیقی باکو به تدریس پرداخت. وی یکی از بنیان‌گذاران «آکادمی اوراسیا» و نیز دارنده مدرک دکترای افتخاری دانشگاه خزر بود.
عارف ملکوف ۹ ماه مه سال ۲۰۱۹، در سن ۸۵ سالگی در باکو درگذشت.

## نشان‌ها
- خادم هنر افتخاری جمهوری شوروی سوسیالیستی آذربایجان (سال ۱۹۶۵)
- نشان افتخار آذربایجان شوروی (سال ۱۹۷۱)
- هنرمند خلق آذربایجان شوروی (سال ۱۹۷۸)
- «جایزه دولتی» آذربایجان شوروی (سال ۱۹۸۲)
- جایزه هنرمند مردمی اتحاد جماهیر شوروی (سال ۱۹۸۶)
- نشان استقلال جمهوری آذربایجان (سال ۱۹۹۸)
- نشان حیدر علی‌اف جمهوری آذربایجان (۱۳ سپتامبر ۲۰۱۳)[۸]
- نشان شهرت جمهوری آذربایجان (۱۳ سپتامبر ۲۰۱۸)[۹]

## بزرگداشت
- فرهنگسرایی در دانشگاه بیل‌کند کشور ترکیه وامدار اسم اوست.